# Branko Radović
Branko Radović (Ragusa, 5 dicembre 1933 – Spalato, 18 novembre 1993) è stato un cestista e allenatore di pallacanestro jugoslavo.

## Carriera
Con la Jugoslavia ha disputato due edizioni dei Campionati europei (1957, 1959).

## Palmarès

### Allenatore
- YUBA liga: 1

Spalato: 1970-1971
- Coppa di Jugoslavia: 1

Spalato: 1972